# SOS (canção de Jonas Brothers)
SOS é um single da banda Jonas Brothers, que foi escrita por Nick Jonas.

## Paradas
| Parada (2007-2008)     | Posição |
| ---------------------- | ------- |
| ARIA Charts            | 47      |
| Austrian Singles Chart | 33      |
| Bélgica (Flandres)     | 8       |
| Bélgica (Walônia)      | 9       |
| Canadian Hot 100       | 49      |
| Dinamarca              | 28      |
| Dutch Top 40           | 32      |
| SNEP                   | 15      |
| Media Control Charts   | 26      |
| Irish Singles Chart    | 14      |
| FIMI                   | 21      |
| VG-lista               | 2       |
| Sverigetopplistan      | 28      |
| Swiss Music Charts     | 66      |
| Billboard Hot 100      | 17      |
| Billboard Pop Songs    | 5       |
| UK Singles Chart       | 13      |